# ドッジ不況
ドッジ不況（どっじふきょう）とは、インフレを収束させるためGHQが金融を引き締めて貨幣価値を安定させようとしたドッジ・プラン（ドッジ・ライン）により引き起れされた不況である。ドッジ・デフレ、1949年不況、安定恐慌、安定不況とも呼ばれる。1950年の朝鮮特需（特需景気）まで続いた。

## 概要
金融引き締めと緊縮経済政策により、市場での通貨数量が急速に収縮した結果、需要を無視して供給されない状態となり、政府の見かけ上のプライマリーバランスは保たれるようになったが、企業の倒産と失業者が増大し、社会が大きく混乱した。
1949年半ばに日銀が金融緩和へと態度を変え、1950年の朝鮮戦争の勃発で朝鮮特需により、ドッジ不況は終焉した。